# Brigitte Galsterer
Brigitte Galsterer geb. Kröll (* 24. Mai 1940 in Dessau; † 5. Februar 2023 in Köln) war eine deutsche Althistorikerin und Bibliothekarin.

## Leben und Wirken
Brigitte Galsterer studierte Geschichte, Geographie und Germanistik. 1965 legte sie das Staatsexamen für den höheren Schuldienst ab und 1968 wurde sie mit einer von Friedrich Vittinghoff betreuten Arbeit an der Universität Erlangen-Nürnberg für das Fach Alte Geschichte promoviert. Im Jahr darauf trat sie als Bibliotheksreferendarin an der Universitätsbibliothek Bonn in die Ausbildung für den höheren Bibliotheksdienst ein und absolvierte 1971 die Fachprüfung hierfür am Bibliothekar-Lehrinstitut des Landes Nordrhein-Westfalen, dort wirkte sie bis 1980 als Dozentin. 1980 wechselte sie an die Stadtbibliothek Duisburg und wurde 1981 zur Bibliotheksdirektorin ernannt. Von 1984 bis 1992 führte sie als Leitende Bibliotheksdirektorin die Stadtbücherei Düsseldorf. Zuletzt war sie ab 1992 in Düsseldorf als Leitende Ministerialrätin im Ministerium für Stadtentwicklung, Kultur und Sport des Landes Nordrhein-Westfalen tätig und dort unter anderem für Bibliotheken zuständig.
Brigitte Galsterer veröffentlichte als Althistorikerin zahlreiche Arbeiten vor allem zur Epigraphik der Römerzeit in Köln und Umgebung. Sie war mit dem Althistoriker Hartmut Galsterer verheiratet.

## Veröffentlichungen (Auswahl)
- mit Hartmut Galsterer: Zum Stadtrecht von Lauriacum. In: Bonner Jahrbücher 171, 1971, S. 334–348.
- Die Ausbildung der Bibliothekare an wissenschaftlichen Bibliotheken in der DDR. Bibliothekar-Lehrinstitut des Landes Nordrhein-Westfalen, Köln 1971.
- Untersuchungen zu den Beinamen der Städte des Imperium Romanum. In: Epigraphische Studien 9, 1972, S. 44–145 (Dissertation Universität Erlangen-Nürnberg).
- mit Lothar Bakker: Graffiti auf römischer Keramik im Rheinischen Landesmuseum Bonn (= Epigraphische Studien, Band 10). Rheinland-Verlag, Köln 1975, ISBN 3-7927-0214-2.
- mit Hartmut Galsterer: Die römischen Steininschriften aus Köln (= Wissenschaftliche Kataloge des Römisch-Germanischen Museums Köln, Band 2). Köln 1975 (erweiterte Neuauflage Zabern, Mainz 2010, ISBN 978-3-8053-4229-2).
- mit Hartmut Galsterer: Zur Inschrift des Publicius-Grabmals in Köln. In: Bonner Jahrbücher 179, 1979, S. 201–208.
- mit Werner Grebe: Nucleus bibliographicus specialis (= Bibliographische Hefte des Bibliothekar-Lehrinstitut des Landes Nordrhein-Westfalen, Band 8). Greven, Köln 1980, ISBN 3-7743-0608-7.
- mit Hartmut Galsterer: Neue Inschriften aus Köln I: Funde der Jahre 1974–1979. In: Epigraphische Studien 12, 1981, S. 225–264.
- Die Graffiti auf der römischen Gefäßkeramik aus Haltern (= Bodenaltertümer Westfalens, Band 20). Aschendorff, Münster 1983, ISBN 3-402-05133-8.
- Neue Inschriften aus Köln II. Funde der Jahre 1980–1982. In: Epigraphische Studien, Band 13 (1983), S. 167–206.
- Mitarbeit: Erschließung und Vermittlung der Schönen Literatur in Öffentlichen Bibliotheken (= DBI-Materialien, Band 36). Deutsches Bibliotheksinstitut, Berlin 1984, ISBN 3-87068-836-X.
- Übersetzung: Francesco di Martino: Wirtschaftsgeschichte des alten Rom. C.H. Beck, München 1985, ISBN 3-406-30619-5.
- mit Hartmut Galsterer: Neue Inschriften aus Köln. 3. Funde der Jahre 1983–1987. In: Kölner Jahrbuch für Vor- und Frühgeschichte 20, 1987, S. 83–109.
- RSWK/SWD und Öffentliche Bibliothek. In: Bibliotheksdienst 25, 1991, S. 1873–1880.
- Übersetzung: Mario Bretone: Geschichte des römischen Rechts von den Anfängen bis Justinian. C.H. Beck, München 1992, ISBN 3-406-36589-2 (2. Auflage 1998).
- Redaktion mit Brigitte Lohkamp: Literatur aus Nordrhein-Westfalen. Kultusministerium des Landes Nordrhein-Westfalen, Düsseldorf 1995.
- Inschriften auf Knochen aus der Sammlung Wollmann im Römisch-Germanischen Museum Köln. In: Kölner Jahrbuch für Vor- und Frühgeschichte 92, 1999, S. 503–517.